# Angélica de Almeida
Angélica de Almeida (* 25. März 1965 in Itapeva) ist eine ehemalige brasilianische Marathonläuferin.

## Karriere
Sie gewann 1986 die Ausgabe des Marathons von Buenos Aires. Sie vertrat ihr Heimatland im Frauenmarathon bei den Olympischen Sommerspielen 1988 in Seoul, Südkorea, und belegte dort den 44. Platz.